# Francisco Bento Alexandre de Figueiredo Magalhães
Francisco Bento Alexandre de Figueiredo Magalhães OTE • CvC • MOBS • OSE • ComNSC (Viseo, 9 de junio de 1838-Río de Janeiro, 23 de abril de 1895), 1.er vizconde de Gumiei y 1.er conde de Figueiredo Magalhães, fue un médico cirujano, militar, profesor universitario, filántropo y periodista portugués.
Terminó sus estudios de medicina y cirugía en la Escuela Médico-Quirúrgica de Oporto e ingresó a formar parte de los médicos navales. Viajó de Portugal a la India donde prestó servicios en una epidemia de cólera. Ahí ejerció la cátedra de matemática en la Escuela Militar de Goa y fue después profesor de medicina. En esa ocupación escribió varios informes que fueron publicados en el Boletín del Gobierno de ese estado. Luego se fue voluntariamente para Cabo Verde, donde imperaba la fiebre amarilla, renunciando al ascenso al que tenía derecho y a los pagos extraordinarios. Por su celo y competencia, fue galardonado con el hábito de caballero de la Orden Militar de Cristo.
Obtuvo también la cátedra en medicina en la universidad de Bruselas y luego en la Universidade da Baía y de Santiago de Chile. Vino a radicar a Río de Janeiro donde su carácter le dio una posición preeminente en la aún colonia portuguesa y en el cuerpo clínico de esa capital. En 1871 pidió su baja como médico de la Armada para seguir su carrera en el Brasil, manteniéndosele las honras y el puesto de Facultativo Naval de 1.ª Classe. Fue nombrado director clínico del Hospital de la Beneficencia Portuguesa en Río de Janeiro.
Fue Doctor Honorario de la Real Cámara, Comendador de la Real Orden Militar de Nuestra Señora de la Concepción de Vila Viçosa el 29 de noviembre de 1871 y Comendador de la Orden Imperial de la Rosa, de Brasil, Oficial de la Real Orden Militar de la Torre y Espada y de la Real Orden Militar de Santiago da Espada, Caballero de la Real Orden Militar de Nuestro Señor Jesucristo, y tenía la Medalla Militar de Oro por Buenos Servicios.
Se le concedió el título de 1.er vizconde de Gumiei (en la antigua grafía Gomiei) el 2 de octubre de 1891 por Diploma del rey Carlos I de Portugal publicado al día siguiente, y fue elevado a grandeza como 1.er conde de Figueiredo Magalhães por carta de 6 de septiembre de 1894 del rey Carlos I de Portugal. 